# TMEM129
TMEM129 (англ. Transmembrane protein 129) – білок, який кодується однойменним геном, розташованим у людей на 4-й хромосомі. Довжина поліпептидного ланцюга білка становить 362 амінокислот, а молекулярна маса — 40 464.
| 10         |  | 20         |  | 30         |  | 40         |  | 50         |
| ---------- |  | ---------- |  | ---------- |  | ---------- |  | ---------- |
| MDSPEVTFTL |  | AYLVFAVCFV |  | FTPNEFHAAG |  | LTVQNLLSGW |  | LGSEDAAFVP |
| FHLRRTAATL |  | LCHSLLPLGY |  | YVGMCLAASE |  | KRLHALSQAP |  | EAWRLFLLLA |
| VTLPSIACIL |  | IYYWSRDRWA |  | CHPLARTLAL |  | YALPQSGWQA |  | VASSVNTEFR |
| RIDKFATGAP |  | GARVIVTDTW |  | VMKVTTYRVH |  | VAQQQDVHLT |  | VTESRQHELS |
| PDSNLPVQLL |  | TIRVASTNPA |  | VQAFDIWLNS |  | TEYGELCEKL |  | RAPIRRAAHV |
| VIHQSLGDLF |  | LETFASLVEV |  | NPAYSVPSSQ |  | ELEACIGCMQ |  | TRASVKLVKT |
| CQEAATGECQ |  | QCYCRPMWCL |  | TCMGKWFASR |  | QDPLRPDTWL |  | ASRVPCPTCR |
| ARFCILDVCT |  | VR         |  |            |  |            |  |            |

A: Аланін

C: Цистеїн

D: Аспарагінова кислота

E: Глутамінова кислота

F: Фенілаланін

G: Гліцин

H: Гістидин

I: Ізолейцин

K: Лізин

L: Лейцин

M: Метіонін

N: Аспарагін

P: Пролін

Q: Глутамін

R: Аргінін

S: Серин

T: Треонін

V: Валін

W: Триптофан

Кодований геном білок за функцією належить до трансфераз. 
Задіяний у таких біологічних процесах, як відповідь на порушення конформації білку, убіквітинування білків, альтернативний сплайсинг. 
Білок має сайт для зв'язування з іонами металів, іоном цинку. 
Локалізований у мембрані, ендоплазматичному ретикулумі.